# Малкожині
Малкожині (Phaenicophaeinae) — підродина зозулеподібних птахів родини зозулевих (Cuculidae). Включає 26 видів у 8 родах.

## Поширення
Вид поширений в Африці (2 види) і тропічній Азії. Рід коуа, що включає 10 видів, є ендеміком Мадагаскару.

## Роди
- Жовтодзьоба малкога (Ceuthmochares) — 2 види;
- Малкога (Phaenicophaeus) — 6 видів;
- Індійська малкога (Taccocua) — 1 вид;
- Малазійська малкога (Rhinortha) — 1 вид;
- Вогнистовола малкога (Zanclostomus) — 1 вид;
- Dasylophus — 2 види;
- Зозуля-довгоніг (Carpococcyx) — 3 види;
- Коуа (Coua) — 10 видів.